# علي كنكوني
علي كنكوني ، من مواليد 29 سبتمبر 1981 ، لاعب كرة قدم كويتي سابق.
و هو يلعب مع نادي الشباب الكويتي منذ عام 1998.
وكان يحمل الرقم (6)
و قد لعب مع منتخب الكويت لكرة القدم الأولمبي في تصفيات أثينا 2004.
واعتزل اللعب وعمل مديرا لفريق الكره في نادي الشباب لمده سنتين 2009-2010